# Diadur-Verfahren
Das Diadur-Verfahren dient zur Herstellung äußerst widerstandsfähiger Präzisionsteilungen (für Längen- und Winkelmessgeräte) auf verschiedenen Oberflächen. Bevorzugt für diesen Verwendungszweck dient Glas als Träger der strukturierten Beschichtung. Eine DIADUR-Beschichtung mit wohldefiniertem Strichgitter heißt Teilung. Sie kann eine Serie von äquidistanten Strichen (analog zu einem Lineal) sein, einen Siemensstern zur Winkelmessung oder ein beliebiges anderes Muster mit der Eignung, Positionen sehr genau unterscheiden zu können, darstellen. Die Strichabstände bestimmen die erreichbare Auflösung. Die Striche müssen sich vom Träger in einer Weise abheben, die einem photoelektrischen Abtastverfahren erlaubt, sie zu zählen und daraus die Position der Ablesevorrichtung bezüglich einer Referenzposition auf dem Maßstab zu ermitteln. Das DIADUR-Verfahren löst diese Aufgabe. Es ist eine Weiterentwicklung des älteren METALLUR-Verfahrens. Beide Verfahren nutzen die Prinzipien der Lithografie bzw. werden als photolithografische Prozesse realisiert.

## Überblick
Sowohl im wissenschaftlichen als auch im industriellen Kontext stießen zu Beginn des 20. Jahrhunderts die Anforderung an automatisierte Prozesse auf das Problem, Winkel und Längen maschinell weder in ausreichender Genauigkeit noch schnell genug messen und auswerten zu können. Positionierung und Justierung eines astronomischen Teleskops beziehen ihre Daten aus Winkelmessgeräten, mit denen die Montierung ausgestattet ist. In numerisch gesteuerten Werkzeugmaschinen bilden die Messdaten mehrerer den Werkzeugachsen zugeordneter Messgeräte den Bearbeitungsort, etwa die Spitze eines Werkzeugs, in die Algorithmen der Prozessführung ab. Dieser bekannte Status quo, sowohl in der Astronomie als auch in der industriellen Produktion, geht in wesentlichem Umfang auf zwei Erfindungen zurück, durch die nicht nur sehr präzise, sondern auch sehr genaue Maßverkörperungen in Serienfertigung realisiert werden.

### METALLUR
Am 17. Juni 1928 erteilte das Reichspatentamt des Deutschen Reichs dem Erfinder Dr. Johannes Heidenhain das Patent Nr. 486392 für ein Verfahren zur Herstellung von Transparentbildern. Dazu wird einem geschliffenen Trägerkörper aus Glas eine dünne Schicht aus Bleisulfid aufgetragen. Das Bleisulfid wird mit einem Photoresist beschichtet, der damals aus chromiertem Hühnereiweiß bestand. Auf den Photoresist wird die Teilung (Arbeitsnegativ) gelegt und anschließend belichtet, wodurch der Resist an den lichtdurchlässigen Stellen des Negativs gehärtet wird. Die nicht gehärteten Bereiche des Resists werden dann ausgewaschen. Nun wird das Bleisulfid vom Glasträger weggeätzt, wobei die vom gehärteten Resist bedeckten Bereiche unbeschädigt bleiben und das Positiv als Kopie der originalen Teilung übrig bleibt. Das METALLUR-Verfahren lieferte die genauesten und dünnsten Teilungskopien jener Zeit.

### DIADUR
Der relativ weiche Aufbau der Schichten im METALLUR-Verfahren begrenzt die Kantenschärfe der Teilstriche. Außerdem widersteht die METALLUR-Teilung chemischen und mechanischen Beanspruchungen nur mäßig zufriedenstellend. Am 28. Februar 1950 erteilte die Bundesrepublik Deutschland das Patent 902713 für ein „Verfahren zum Aufbringen von Kopien auf beliebiges Material“. Dabei wird der Photoresist direkt auf den Glasträger aufgebracht und durch die darüber gelegte, originale Teilung belichtet. Nach dem Waschen des Glasträgers bleibt die Maske des gehärteten Resists. Nun wird dem Träger mitsamt dieser Maske im Hochvakuum eine sehr dünne Schicht Chrom aufgedampft. Der Resist wird mitsamt dem ihn belegenden Chrom abgetragen, es bleiben jedoch die Stellen verchromt, unter denen kein Photolack ist. Die Kopie nach dem DIADUR-Verfahren besitzt schärfere Flanken als beim METALLUR-Verfahren. Die aus sehr dünnem Chrom bestehende Teilung der Kopie ist chemisch und mechanisch sehr stabil und benötigt keine Abdeckung.

## Bemerkungen
Die originalen Teilungen, die als Arbeits-Negative dienen, werden mit großem Aufwand hergestellt. Sie eignen sich deshalb wegen der damit verbundenen Kosten nicht für die Serienproduktion. Die Methode, Maßverkörperungen als Kopien originaler Teilungen zu produzieren, eröffnete erst den Markt für vollautomatisch arbeitende Werkzeugmaschinen mit numerischen Steuerungen. DIADUR-Teilungen besitzen typisch Strichabstände von 20 µm, können aber auch bis 4 µm hergestellt werden. Die Dicke der Chromschicht beträgt typisch unter 0,1 µm. Ein Messgerät mit DIADUR-Teilung erreicht Auflösungen, die um Größenordnungen feiner sein kann als der Strichabstand, indem die Signale des Ablesevorgangs geschickt interpoliert werden. Der Name DIADUR dient dem Erfinder des Verfahrens als Logo seines Unternehmens und wird auch heute noch von der Dr. Johannes Heidenhain GmbH als Wortbildmarke nach dem grafischen Entwurf des Firmengründers genutzt.